# Fox Chapel
Fox Chapel  è una borough degli Stati Uniti d'America, nella contea di Allegheny nello Stato della Pennsylvania. Secondo il censimento del 2000 la popolazione è di 5 436 abitanti.

## Società

### Evoluzione demografica
La composizione etnica vedeva una prevalenza della razza bianca ( 93,29%) seguita da quella afroamericana (0,55%), dati del 2000.
| borough di Fox Chapel Popolazione |       |
| 2000                              | 6 706 |
| Stima al 01-07-07                 | 5 163 |